# Ужгородська телевежа
Ужгородська телевежа — телекомунікаційна вежа заввишки 180 м, споруджена у 1964 році в селі Ярок, Ужгородського району Закарпатської області.

## Характеристика
Висота вежі становить 180 м. Висота над рівнем моря — 600 м. Радіус потужності покриття радіосигналом становить 55 км. Прорахунок для DVB-T2 — 170 м.